# 宮城県道60号鹿島台鳴瀬線
宮城県道60号鹿島台鳴瀬線（みやぎけんどう60ごう かしまだいなるせせん）は、宮城県大崎市と東松島市を結ぶ県道（主要地方道）である。

## 概要
大崎市鹿島台広長（県道石巻鹿島台色麻線（旧国道346号）交点）から吉田川、鳴瀬川沿いを進み、東松島市野蒜（県道奥松島松島公園線交点）とを結ぶ通称「野蒜街道」。
路線前半の大崎市鹿島台 - 東松島市川下では、断続的に狭幅員の区間がみられる。吉田川の左岸から右岸に渡河した松島町竹谷地区から終点まで、国道45号重複区間を含めた大半の区間で吉田川の兼用堤となっている。
途中の東松島市川下 - 浅井で国道45号と重複し、三陸沿岸道路鳴瀬奥松島ICとも接続する。ICから当路線を終点方向に進むと、野蒜地区や宮戸島などにつながり、奥松島への広域交通の役割を担っている。
東松島市浅井交差点は川を渡る鳴瀬大橋（国道45号）の南詰である。鳴瀬大橋は鳴瀬川（及び並行する吉田川）で最も下流にある道路橋である。

### 路線データ
- 実延長：9,305.1 m[2]
- 起点：大崎市鹿島台広長
- 終点：東松島市野蒜

## 歴史
- 1968年（昭和43年）12月3日 - 宮城県が一般県道205号「鹿島台鳴瀬線」を路線認定する。[4]
- 1993年（平成5年）
  - 5月11日 - 建設省から、県道鹿島台鳴瀬線が鹿島台鳴瀬線として主要地方道に指定される[5]。
  - 10月19日 - 県道番号が決定[6]され、従前の一般県道205号から、県道60号に変更される。（12月1日より施行）

## 路線状況

### 別名
- 野蒜街道

### 重複区間
- 国道45号：東松島市川下交差点 - 東松島市浅井交差点

### 交通量[7]
令和３年度・12時間交通量
- 東松島市浅井下宿 - 5,687台

## 地理

### 通過する自治体
- 大崎市
- 宮城郡松島町
- 東松島市

### 交差する道路
- 宮城県道16号石巻鹿島台色麻線（起点）
- 国道346号 鹿島台バイパス（大崎市鹿島台）
- 宮城県道241号竹谷大和線（宮城郡松島町竹谷）
- 国道45号（東松島市川下交差点）
- 三陸沿岸道路 鳴瀬奥松島インターチェンジ
- 宮城県道204号河南鳴瀬線（東松島市川下）
- 国道45号（東松島市浅井交差点）
- 宮城県道27号奥松島松島公園線（終点）

### 沿線の施設等
- ひびき工業団地
- 東松島市立鳴瀬未来中学校